# محافظة فريا
فْريا هي محافظة تقع في إقليم بوكي في غينيا. عاصمتها فريا. تبلغ مساحة المحافظة 2 016 كم2، ويبلغ عدد سكانها 96527 نسمة. وهي موقع أول مصنع للألومينا في إفريقيا.

## المحافظات الفرعية
تنقسم المحافظة إدارياً إلى 4 محافظات فرعية :
1. فريا مركز
2. باغينيه
3. بانغينييه
4. ترميلين